# 1 E3 m³
Za lažjo predstavo redov velikosti različnih prostornin je tu seznam prostornin med 103 m³ in 104 m³.
- manjše prostornine
- 1000 m³ (kubičnih metrov) je enako ...
  - 1 milijon kubičnih litrov;
  - kocki s stranico dobrih 10 m;
  - krogli s polmerom 6,204 m.
- 1489 m³ -- prostornina Shermannovega drevesa, približno 2000 let starega mamutovca, ki velja za največje živo bitje;
- 2500 m³ -- prostornina olimpijskega bazena najmanjše dovoljene globine (50 × 25 × 2 metra);
- 2600 m³ -- največja možna količina vina v gornjeradgonski vinski kleti;
- 3000 m³ -- prostornina Velike dvorane v Postojnski jami;
- 3054 m³ -- prostornina vsake od devetih sfer v bruseljskem Atomiumu.

- večje prostornine